# Chili 1976
Pour plus de détails, voir Fiche technique et Distribution.
Chili 1976 (1976) est un film dramatique chilien coécrit et réalisé par Manuela Martelli et sorti en 2022.

## Synopsis
Au Chili, en 1976, Carmen, 50 ans, épouse d'un médecin bien établi à Santiago, mère et grand-mère, part superviser la rénovation de la maison familiale en bord de mer. Sur place, un prêtre dont elle est proche lui demande de soigner un jeune « padre » blessé. Le début d'un engrenage, dans un climat de suspicion généralisée, peu après le Coup d'État de Pinochet (le 11 septembre 1973) qui a installé la dictature...

## Fiche technique
- Titre : Chili 1976
- Titre original : 1976
- Réalisation : Manuela Martelli
- Scénario : Manuela Martelli, Alejandra Moffat
- Production : Juan Pablo Gugliotta, Alejandra Garcia, Dominga Sotomayor, Nathalia Videla Peña, Andrés Wood, Omar Zúñiga Hidalgo
- Photographie : Yarará Rodríguez
- Montage : Camila Mercadal
- Musique : Mariá Portugal
- Pays d'origine : Chili
- Langue originale : espagnol
- Format : couleur
- Genre : dramatique
- Durée : 95 minutes
- Dates de sortie :
  -  France : 26 mai 2022 (festival de Cannes 2022), 22 mars 2023 (sortie nationale)
  -  Chili : 20 octobre 2022

## Distribution
- Aline Küppenheim : Carmen
- Nicolás Sepúlveda : Elías, le jeune homme blessé
- Hugo Medina : padre Sánchez
- Alejandro Goic : Miguel, le mari de Carmen
- Carmen Gloria Martínez : Estela, la cuisinière
- Antonia Zegers : Raquel
- Marcial Tagle : Osvaldo
- Amalia Kassai : Leonor
- Gabriel Urzúa : Tomás
- Luis Cerda : Pedro
- Ana Clara Delfino : Clara
- Elena Delfino : Elenita

## Distinctions

### Récompenses
- Festival du film de Londres : Meilleur premier film
- Festival international du film de Tokyo : Meilleure actrice Aline Küppenheim

### Nominations
- Festival de Cannes 2022 : Caméra d'or
- Festival international du film de Tokyo : Meilleur film
- Coq d'or : Meilleur film international